# Benfe (Erndtebrück)
Benfe is een plaats in de Duitse gemeente Erndtebrück, deelstaat Noordrijn-Westfalen, en telt 426 inwoners (2007).